# Predor Plasina
Predor Plasina je dvoceven avtocestni predor na Hrvaškem. Nahaja se na avtocesti A1 med naseljema Prozor in Ličko Lešće oziroma med izvozoma za Otočac in Perušić. Z dolžino 2300 metrov je to peti najdaljši predor na Hrvaškem in tretji najdaljši na avtocesti A1.
Obe cevi sta dolgi 2300 metrov in sta bili zgrajeni hkrati. Severni vhod se nahaja na 532 in južni na 547 metrih nadmorske višine. Predor je bil izkopan leta 2004. V letu 2005 je bil na preskusu EuroTAP proglašen za tretji najvarnejši predor v Evropi.
Količino prometa skozi predor redno spremlja podjetje Hrvatske autoceste, upravitelj avtoceste A1 in predora, z analizo prodaje cestninskih vozovnic. Znatne razlike med povprečnim letnim dnevnim prometom in dnevnim prometom v poletnem času se pojavljajo, ker avtocesta predstavlja pomembno prometno povezavo do jadranskih turističnih destinacij v Dalmaciji. Povprečni letni dnevni promet med izvozoma Otočac in Perušić znaša 11 856 vozil, povprečni dnevni promet poleti pa 28 953 vozil.